# Mirjam Pol
Pour les articles homonymes, voir Pol.
Mirjam Gesina Maria Pol, née le 3 juin 1983 à Hengelo, est une pilote néerlandaise de rallye-raid.

## Biographie
Mirjam est professeur de sport, elle a été initiée très jeune au sport automobile. Son père Hans Pol et son frère ainé étaient compétiteurs de courses de side-car. Son propre faire-part de naissance comprenait une moto et elle a eu cette moto dès l'âge de quatre ans.
De 2012 à 2017, elle passe dans l'ombre et travaille pour l'assistance de l'équipe HT Rallye Raid.
Mirjam remporte pour la troisième fois le trophée des Femmes (moto) en 2023 après ces titres remportés en 2009 et 2022.
En 2024, elle est positive au Covid-19 et ne peut pas prendre le départ du Rallye Dakar.

## Résultats au Paris-Dakar
| Année | Catégorie | Constructeur | Position Scratch | Trophée des Femmes |
| ----- | --------- | ------------ | ---------------- | ------------------ |
| 2006  | Moto      | Yamaha       | 80e              | 2e                 |
| 2007  | Moto      | Yamaha       | 49e              | 2e                 |
| 2009  | Moto      | Honda        | 53e              | 1er                |
| 2010  | Moto      | Honda        | Ab. (8ème étape) |                    |
| 2011  | Moto      | Honda        | 66e              | 2e                 |
| 2018  | Moto      | Husqvarna    | 75e              | 2e                 |
| 2019  | Moto      | Husqvarna    | 48e              | 2e                 |
| 2020  | Moto      | Husqvarna    | 41e              | 2e                 |
| 2022  | Moto      | Husqvarna    | 49e              | 1er                |
| 2023  | Moto      | Husqvarna    | 49e              | 1er                |